# Marquesado de Carulla
El marquesado de Carulla es un título nobiliario español creado por el rey Alfonso XIII en favor de Vicente Carulla y Margenat, rector de la Universidad de Barcelona y senador del reino, mediante real decreto del 20 de septiembre de 1919 y despacho expedido el 1 de diciembre del mismo año.
Fue rehabilitado en 1965 por José Fernando Carulla y Cortés, hijo del II marqués de Carulla.

## Marqueses de Carulla
|                                  | Titular                        | Periodo                   |
| Creación por Alfonso XIII        | Creación por Alfonso XIII      | Creación por Alfonso XIII |
| -------------------------------- | ------------------------------ | ------------------------- |
| I                                | Valentín Carulla y Margenat    | 1919-1924                 |
| II                               | Claudio Carulla y Carulla      | 1924-¿?                   |
| Rehabilitación por Juan Carlos I |                                |                           |
| III                              | José Fernando Carulla y Cortés | 1966-hoy                  |

## Historia de los marqueses de Carulla
- Valentín Carulla y Margenat, I marqués de Carulla, senador del reino y caballero de la Gran Cruz de la Orden de Alfonso XII.[1]

Casó con María del Pilar Carulla y Cullás. El 22 de abril de 1924 le sucedió su hijo:
- Claudio Carulla y Carulla, II marqués de Carulla.[1]

Casó con Teresa Cortés y Villaveccia. El 25 de febrero de 1966, tras solicitud cursada el 9 de diciembre de 1961 (BOE del 3 de enero de 1962) y decreto del 22 de julio de 1965 (BOE del 11 de septiembre), le sucedió, por rehabilitación, su hijo:
- José Fernando Carulla y Cortés, III marqués de Carulla.[3]